# Младший инженер-механик
Младший инженер-механик
Младший инженер-механик — должностное звание в 1886—1905 годах на русском императорском флоте, соответствовало 10-му классу Табели о рангах.

## История
Звание было введено в 1886 году указом императора Александра III при реорганизации Корпуса корабельных инженеров. В соответствии с Положением о корабельных инженерах и инженер-механиках флота звание «младший инженер-механик» было первичным обер-офицерским званием в Корпусе инженер-механиков флота.
Данное звание получали выпускники механического отделения Технического училища морского ведомства — кондукторы, после выслуги двух кампаний, из них не менее одной — в заграничном походе. После чего младшие инженер-механики зачислялись на имеющиеся вакантные должности или сверх штата на суда военно-морского флота.
К категории младший инженер-механик относилось 75 судовых должностей, береговых должностей для данного звания не предусматривалось.
Звание относилось к X классу Табели о рангах. Вышестоящим для него было звание помощник старшего инженер-механика, нижестоящим — кондуктор.
Для данного звания было установлено титулование «ваше благородие», по нему жаловалось личное дворянство. Оно предназначалось для помощников по механической части (старших механиков) кораблей 2-го ранга и ниже.
Отставленные от должностей инженер-механики, не состоявшие уже на штатных должностях во флоте, могли до двух лет числиться «по корпусу», проходя при этом службу в других ведомствах, на коммерческих судах, или управляя частными мореходными предприятиями, после чего увольнялись в отставку или в запас.
Имевшие выслугу «в кампании» свыше ста двадцати, но менее ста восьмидесяти месяцев при увольнении получали, независимо от пенсии, ежегодный пенсион в размере половины оклада жалованья по 1-му разряду I-й табели «Положения о денежном довольствии офицерских и классных чинов флота», а прослужившие в плавании свыше ста восьмидесяти месяцев получали две трети оклада.
Младшие инженер-механики могли служить на действительной службе до достижения предельного возраста — до 10 лет пребывания в звании.
В 1905 году особые звания Корпуса были упразднены, а инженер-механики приравнены к прочим офицерам флота, служившим «по Адмиралтейству», как это было до 1874 года. Младшие инженер-механики переаттестовывались как в поручики, так и в штабс-капитаны Корпуса инженер-механиков флота.